# Djin
Djin è il quarto ed ultimo album in studio del gruppo musicale britannico Queenadreena, pubblicato nel 2008. Pubblicato inizialmente solo in Giappone, l'album è stato poi distribuito nel Regno Unito nel settembre 2009.

## Tracce

### Edizione Giapponese
1. Year (Of You) – 3:51
2. Angel – 3:56
3. Killer (Tits) – 3:46
4. Night Curse – 5:05
5. Lick – 3:20
6. Crow – 3:12
7. You (Don't Love Me) – 8:05
8. Ruby – 5:08
9. Happy Now – 4:50
10. Life (Support) – 6:07
11. Heaven (No More) (Don't Look Down) – 5:28

Tracce Bonus
1. Come Down – 2:53

## Formazione
- KatieJane Garside – voce
- Crispin Gray – chitarra
- Nomi Leonard – basso
- Pete Howard – batteria